# Eufrozyna mazowiecka
Eufrozyna, Eufrazja (Eufrozja) (ur. między 1292 a 1294, zm. 26 grudnia krótko po 1327) – księżna oświęcimska, córka Bolesława II mazowieckiego, księcia płockiego i jego drugiej żony Kunegundy Czeskiej, siostra księcia płockiego Wacława (ok. 1293–1336). 

## Życiorys

### Małżeństwo z Władysławem I
Nie jest znana dokładna data jej zamążpójścia za Władysława I, księcia oświęcimskiego. Genealodzy przyjmują, że małżeństwo to zostało zawarte w latach 1304–1309, ze wskazaniem na 1306. Można przypuszczać, że drogę do związku córki Kunegundy, Eufrozyny, z synem księcia cieszyńskiego Mieszka cieszyńskiego, Władysławem, utorowało zbliżenie się książąt cieszyńskich do Przemyślidów. Otóż córka Mieszka I cieszyńskiego, a siostra Władysława, Wiola, była żoną Wacława III Czeskiego, natomiast ciotką tegoż Wacława była Kunegunda, matka Eufrozyny.

### Dalsze losy
Eufrozyna po śmierci męża, który zmarł między 15 grudnia 1321 a 15 maja 1324 współuczestniczyła – z uwagi na młody wiek jej najstarszego syna Jana – w rządach księstwem oświęcimskim. Współudział w rządzeniu trwał co najmniej do 14 listopada 1328, a być może nawet do końca jej życia. Księżna oświęcimska występuje po raz ostatni w źródłach jako osoba żyjąca właśnie 14 listopada 1328. Data dzienna jej śmierci znana jest z nagrobka w klasztorze dominikanów krakowskich, gdzie Eufrozyna spoczywa. Był to dzień 26 grudnia. Prawdopodobnie zmarła ona jeszcze w 1328 lub 1329.

### Potomstwo
Z małżeństwa Eufrozyny i Władysława pochodziło dwoje lub troje dzieci:  
- Jan (ur. między 1308 a 1310, zm. 1372), scholastyk krakowski, książę oświęcimski, panował po Władysławie jako Jan I Scholastyk,
- Anna (ur. między 1305 a 1324, zm. po 19 września 1354), druga żona dostojnika węgierskiego Tomasza Szechenyiego, sędziego nadwornego, nadżupana komitatu w Turocz,
- prawdopodobnie nieznana z imienia córka, dominikanka w Raciborzu.

Eufrozyna mazowiecka wywodzi się w linii prostej po mieczu od pierwszego króla Polski Bolesława Chrobrego (król Polski od 1025), natomiast po kądzieli od pierwszego króla Czech Wratysława II (król Czech od 1085).

## Genealogia
| 4. Siemowit I mazowiecki (ok. 1215–1262) książę mazowiecki                                              |  |                                                                     |  |  |                         |
| |  | 2. Bolesław II mazowiecki (Płocki) (po 1251–1313) książę mazowiecki |  |  |                         |
| 5. Perejesława halicka (?–1283) księżniczka halicka c. króla halickiego Daniela z dynastii Rurykowiczów |  |                                                                     |  |  |                         |
| |  |                                                                     |  |  | 1. Eufrozyna mazowiecka |
| 6. Przemysł Ottokar II (1230–1278) król król Czech w l. 1235–1278                                       |  |                                                                     |  |  |                         |
| |  | 3. Kunegunda Czeska (1265–1321) królewna czeska                     |  |  |                         |
| 7. Kunegunda halicka (1245–1285) księżniczka halicka c. Rościsława Michajłowicza, bana Maczwy           |  |                                                                     |  |  |                         |
| |  |                                                                     |  |  |                         |